# La Piovra 8 & 9
La Piovra 8 & 9 is een album  met de soundtrack van het achtste en negende seizoen van de Italiaanse miniserie La piovra. De muziek is gemaakt en uitgevoerd door Paolo Buonvino.

## Nummers
La Piovra 8 (Lo Scandalo) & La Piovra 9 (Il Patto)
La Piovra 8
- 1 uannu
- 2 Tema Di Pietro
- 3 Tema Di Carlo E Barbara
- 4	Tema Pioggia
- 5	Morte Nell'olio
- 6	Selinunte
- 7	Unn'é Abibi
- 8	Sigla Piovra
- 9	Campagne Di Noto
- 10	Morte Di Don Albanese
- 11	L'Inseguimento A Pantalica
- 12	Caverne
- 13	Il Patto
- 14	Il Sospetto Di Rosaria
- 15	Il Rapimento
- 16	Matrimonio
- 17	Faisal
- 18	La Salita Di Don Albanese
- 19	Il Ritorno Di Paul
- 20	Unn'é Abibi Flashback
- 21	Unn'é Abibi La Violenza
- 22	Tema Di Carlo E Barbara

la Piovra 9
- 23	Collage
- 24	Unn'é
- 25	Minaccia
- 26	Fiume
- 27	La Prigione
- 28	Spie
- 29	Risveglio
- 30	Turi

## Trivia
De soundtrack van de voorgaande seizoenen alsook het daaropvolgende laatste seizoen zijn gemaakt door Ennio Morricone (seizoen 2-9 en 10), en Riz Ortolani (seizoen 1).